# Kurt Trampedach
Kurt Trampedach (né le 13 mai 1943 à Hillerød – mort le 12 novembre 2013 à Sare, en France) est un sculpteur et peintre danois.

## Musées
L'art de Kurt Trampedach est présent dans les musées danois suivants :
- Statens Museum for Kunst, Copenhague
- Vejle Kunstmuseum (da)
- Fyns Kunstmuseum
- Nordjyllands Kunstmuseum, Aalborg
- Kunstmuseet Trapholt (da), Kolding
- Skive Kunstmuseum (da)
- Randers Kunstmuseum, Randers
- ARoS Aarhus Kunstmuseum, Aarhus

## Récompenses
- Médaille Eckersberg